# Giampiero Massolo
Giampiero Massolo (ur. 5 października 1954 w Warszawie) – włoski urzędnik państwowy i dyplomata, sekretarz generalny Ministerstwa Spraw Zagranicznych, dyrektor generalny Departamentu Informacji Bezpieczeństwa (DSI), prezes przedsiębiorstwa Fincantieri.

## Życiorys
Ukończył nauki polityczne na Uniwersytecie LUISS w Rzymie (1976). Początkowo pracował w koncernie Fiat, w 1978 przeszedł do pracy we włoskiej dyplomacji. Był urzędnikiem w przedstawicielstwach dyplomatycznych przy Stolicy Apostolskiej, w ZSRR i przy Wspólnotach Europejskich. W 1990 dołączył do departamentu zagranicznego przy premierze. Obejmował stanowiska radcy (1993), dyrektora biura premiera (1994) i dyrektora biura prasowego MSZ (1996). W 1997 uzyskał rangę dyplomatyczną ministra pełnomocnego, a w 2006 ambasadora.
W latach 2001–2004 pełnił funkcję zastępcy sekretarza generalnego MSZ. W 2004 był dyrektorem generalnym do spraw politycznych, następnie powołano go na szefa gabinetu ministra. Następnie od 2006 do 2007 zajmował stanowisko dyrektora generalnego do spraw personelu. W latach 2007–2012 sprawował urząd sekretarza generalnego w resorcie, zajmując w MSZ najwyższe stanowisko urzędnicze. Później do 2016 był dyrektorem generalnym Departamentu Informacji Bezpieczeństwa, działającej przy premierze instytucji koordynującej działalność analityczną służb specjalnych. W 2016 powołany na prezesa państwowego przedsiębiorstwa stoczniowego Fincantieri. W 2017 został też prezesem instytutu badawczego ISPI.
W maju 2018, w trakcie kryzysu politycznego po wyborach parlamentarnych, wymieniano go jako potencjalnego kandydata na stanowisko premiera, który stanąłby na czele rządu koalicji Ruchu Pięciu Gwiazd i Ligi Północnej.

## Odznaczenia
Odznaczony Orderem Zasługi Republiki Włoskiej klasy III (1994), II (1999) i I (2006).